# Volx
Volx is een gemeente in het Franse departement Alpes-de-Haute-Provence (regio Provence-Alpes-Côte d'Azur). De plaats maakt deel uit van het arrondissement Forcalquier. Volx telde op 1 januari 2022 3.227 inwoners.

## Geografie
De oppervlakte van Volx bedroeg op 1 januari 2022 19,52 vierkante kilometer; de bevolkingsdichtheid was toen 165,3 inwoners per km².
De gemeente ligt aan de oostelijke rand van de Luberon. In de gemeente mondt de Largue uit in de Durance.
De onderstaande kaart toont de ligging van Volx met de belangrijkste infrastructuur en aangrenzende gemeenten.

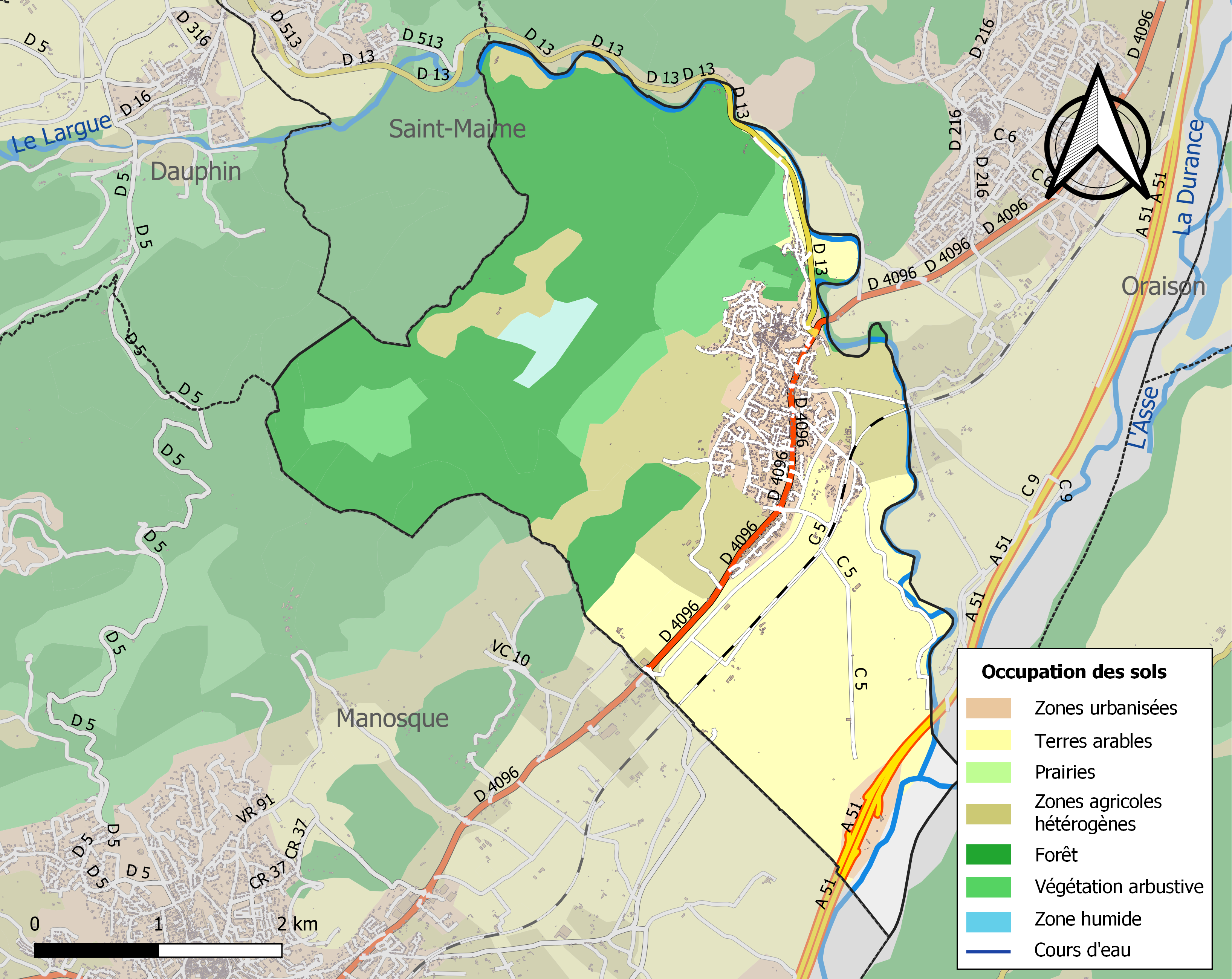

## Verkeer en vervoer
In de gemeente ligt het gesloten spoorwegstation Volx.
De autosnelweg A51 loopt door de gemeente.

## Demografie
Onderstaande figuur toont het verloop van het inwonertal (bron: INSEE-tellingen).
Vanwege een beveiligingsprobleem met de MediaWiki Graph-software is het momenteel niet mogelijk deze grafiek weer te geven. Zodra de software is bijgewerkt zal de grafiek vanzelf weer zichtbaar worden.